# Іспіка
Іспіка (італ. Ispica, сиц. Spaccafurnu) — муніципалітет в Італії, у регіоні Сицилія,  провінція Рагуза.
Іспіка розташована на відстані близько 610 км на південь від Рима, 210 км на південний схід від Палермо, 23 км на південний схід від Рагузи.
Населення — 15 919 осіб (2014).

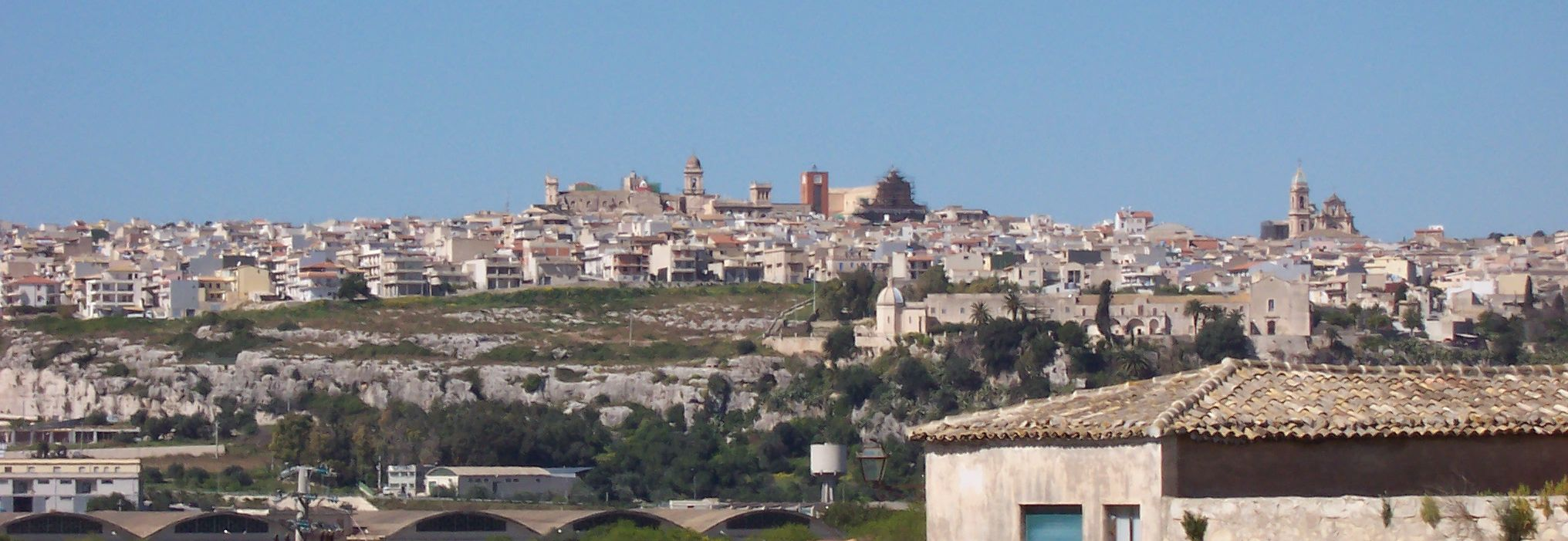

Щорічний фестиваль відбувається 16 липня. Покровитель — Madonna del Carmelo.

## Демографія
Населення за роками:

Станом на 1 січня 2023 року в муніципалітеті офіційно проживали 1942 іноземці з 52 країн, серед них 466 громадян країн Євросоюзу та 6 громадян України.

## Сусідні муніципалітети
- Модіка
- Ното
- Пакіно
- Поццалло
- Розоліні